# Huessein (aktor)
Huessein (ur. 2 lutego 1972 w Niemczech) – hiszpański model i aktor pochodzenia tureckiego, udzielający się w gejowskiej pornografii.

## Życiorys
Urodził się w Niemczech. Studiował lingwistykę i biologię.
Karierę w branży erotycznej rozpoczął w 2003 i nakręcił scenę w Kostaryce w filmie Kristen Bjorn Productions ParaShooter. Wkrótce potem, J.D Slater, jeden z założycieli Raging Stallion Studios, odkrył Huesseina na gejowskiej stronie erotycznej Bigmuscle.com. Przeprowadził się do Stanów Zjednoczonych.
Huessein zyskał szczególną sławę w styczniu 2006, dzięki występowi w gejowskim filmie erotycznym Raging Stallion Studios Arabesque (2005) z udziałem Manuela Torresa i François Sagata. W 2006 otrzymał GayVN Award i Grabby Award w kategorii „Najlepsza scena seksu grupowego” z Joeyem Russo, Saribem, J.C. i Colinem West, a także nagrodę i nominację do Grabby Award w kategorii „Najlepszy duet” z François Sagatem.
W przeciwieństwie do większości gejowskich aktorów kina erotycznego, Huessein jedynie zmienił pisownię swojego prawdziwego imienia (Hussein), zamiast wybierać pseudonim. W międzyczasie nakręcił 16 filmów, w tym Studs (2005), Centurion Muscle (2005), Construction Zone 3: Working Class Ass (2005), Knight After Night (2005), Manifesto (2006), Omega: Centurion Muscle III (2006), Escape from San Francisco (2006), Tough as Nails (2006), Fistpack 5: Anal Tap (2006), Kick-Ass Porn (2006), Mirage (2007), Arabian Fist (2007), Boners (2007), Roid Rage (2007), Best in Hole (2007) i Erotikus (2007). W 2007 wycofał się z gejowskiej branży porno.
W 2010 wziął udział w sesji zdjęciowej dla Manopoly.com. W lipcu 2015 znalazł się na 23. miejscu listy „Najseksowniejszych aktorów porno gejowskiego” według hiszpańskiego portalu 20 minutos.
Jest biseksualistą.